# Varennes, Dordogne
Varennes är en kommun i departementet Dordogne i regionen Nouvelle-Aquitaine i sydvästra Frankrike. Kommunen ligger i kantonen Lalinde som tillhör arrondissementet Bergerac. År 2022 hade Varennes 460 invånare.

## Befolkningsutveckling
Antalet invånare i kommunen Varennes
Referens:INSEE